# Ковалівська сільська рада (Коростенський район)
Ковалівська сільська рада — колишня адміністративно-територіальна одиниця та орган місцевого самоврядування у Фасівському районі, Коростенському (Ушомирському) районах і Коростенській міській раді Коростенської і Волинської округ, Київської й Житомирської областей Української РСР та України з адміністративним центром у с. Ковалі.

## Населені пункти
Сільській раді підпорядковані населені пункти:
- с. Ковалі
- с. Красносілка

## Населення
Кількість населення ради, станом на 1923 рік, становила 2 380 осіб, кількість дворів — 432.
Відповідно до результатів перепису населення СРСР, кількість населення ради, станом на 12 січня 1989 року, становила 455 осіб.
Станом на 5 грудня 2001 року, відповідно до перепису населення України, кількість мешканців сільської ради становила 420 осіб.

## Склад ради
Рада складається з 12 депутатів та голови.

## Керівний склад сільської ради
| ПІБ                     | Основні відомості                                                               | Дата обрання | Дата звільнення |
| ----------------------- | ------------------------------------------------------------------------------- | ------------ | --------------- |
| Кузьменко Валерій Ілліч | Сільський голова, 1950 року народження, освіта, безпартійний                    | 26.03.2006   | 31.10.2010      |
| Кузьменко Валерій Ілліч | Сільський голова, 1950 року народження, освіта середня спеціальна, безпартійний | 31.10.2010   |                 |

Примітка: таблиця складена за даними джерела

## Історія
Створена 1923 року, в складі сіл Ковалі, Ковалівська Буда, Красносілка, Рудня-Стариківська, хутора Ковалівщина та колонії Мойсіївка Фасівської волості Коростенського повіту Волинської губернії. 30 жовтня 1924 року, відповідно до рішення Волинської ГАТК (протокол № 11/6 «Про виділення та організацію національних сільрад», в кол. Мойсіївка створено окрему, Мойсіївську німецьку національну сільську раду. Станом на 17 грудня 1926 року в підпорядкуванні ради числиться х. Козаки. 20 липня 1927 року в с. Красносілка створено Красносілківську польську національну сільську раду з підпорядкуванням с. Буда-Ковалівська. Станом на 1 жовтня 1941 року с. Стариківська Рудня та х. Козаки не перебувають на обліку населених пунктів.
Станом на 1 вересня 1946 року сільська рада входила до складу Коростенського району Житомирської області, на обліку в раді перебували села Ковалі та Ковалівщина.
11 серпня 1954 року, відповідно до указу Президії Верховної ради Української РСР «Про укрупнення сільських рад по Житомирській області», до складу ради приєднано територію та с. Красносілка ліквідованої Красносілківської сільської ради. 2 вересня 1954 року, відповідно до рішення Житомирського облвиконкому № 1087 «Про перечислення населених пунктів в межах районів Житомирської області», с. Ковалівщина передане до складу Лісовщинської сільської ради Коростенського району, звідки повернуте 16 червня 1969 року, відповідно до рішення Житомирського ОВК № 282 «Про зміни в адміністративно-територіальному поділі деяких населених пунктів Коростенського і Чуднівського районів».
На 1 січня 1972 року сільська рада входила до складу Коростенського району Житомирської області, на обліку в раді перебували села Ковалі, Ковалівщина та Красносілка.
3 лютого 1982 року, відповідно до рішення Житомирського ОВК № 58 «Про зміни адміністративно-територіального підпорядкування окремих населених пунктів області», с. Ковалівщина передане до складу Розівської сільської ради Коростенського району.
Виключена з облікових даних 17 липня 2020 року. Територію та населені пункти ради, відповідно до розпорядження Кабінету Міністрів України № 711-р від 12 червня 2020 року «Про визначення адміністративних центрів та затвердження територій територіальних громад Житомирської області», включено до складу Іршанської селищної територіальної громади Коростенського району Житомирської області.
Входила до складу Фасівського (7.03.1923 р.), Коростенського (Ушомирського, 23.09.1925 р., 10.12.1938 р.) районів та Коростенської міської ради (1.06.1935 р.).